# Mijo Lončarić
Mijo Lončarić (Reka in de buurt van Koprivnica, 1 september 1941 – Zagreb, 21 juni 2023) was een Kroatische taalkundige en dialectoloog.
Lončarić publiceerde tal van dialectologische werken, vooral over het Kajkavisch, en deed veldonderzoek naar honderden lokale dialecten. Van 1987 tot 1996 was hij directeur van het Instituut voor Kroatische taal en taalkunde.
Hij nam deel aan tal van wetenschappelijke bijeenkomsten, conferenties en congressen in Kroatië en andere landen (Slowakije, Nederland, Hongarije, Slovenië, Duitsland, Bosnië en Herzegovina, Macedonië, Servië).